# Opdyke West (Teksas)
Opdyke West je gradić u američkoj saveznoj državi Teksas. Prema popisu stanovništva iz 2010. u njemu je živjelo 174 stanovnika.